# Pasquale Fanesi
Pasquale Fanesi (Cesenatico, 17 aprile 1954) è un allenatore di calcio ed ex calciatore italiano, di ruolo difensore.

## Carriera
Cresciuto nel Cesena, nel 1973 viene ceduto al Bellaria Igea Marina mentre nel 1974 viene girato al Carpi. Dopo aver fatto ritorno al Cesena passa all'Udinese dove gioca cinque stagioni in Serie C, Serie B e Serie A. Nel 1982 si accasa al Padova mentre nel 1985 veste la maglia del Foggia in Serie C1.

## Palmarès
- Campionato italiano Serie C: 1

Udinese: 1977-1978
- Coppa Italia Semiprofessionisti: 1

Udinese: 1977-1978
- Coppa Anglo-Italiana: 1

Udinese: 1978
- Campionato italiano di Serie B: 1

Udinese: 1978-1979
- Coppa Mitropa: 1

Udinese: 1979-1980